# NGC 4071
NGC 4071 ist ein planetarischer Nebel im Sternbild Fliege. 
NGC 4071 wurde am 4. März 1835 von dem britischen Astronomen John Herschel entdeckt.